# Roberto Alagna
Roberto Alagna, född 7 juni 1963 i  Clichy-sous-Bois, är en fransk operasångare (tenor).
Alagna föddes utanför Paris 1963 i en siciliansk invandrarfamilj. Som tonåring började den unge Alagna sjunga pop i Paris kabaréer, mest för drickspengar. Påverkad främst av filmer med Mario Lanza, men också av inspelningar av många historiska tenorer, bytte han sedan till opera, men är i stort sett självlärd. Han "upptäcktes" av Gabriel Dussurget, en av grundarna av Aix-en-Provence Festival.
Efter att han vunnit Luciano Pavarotti International Voice Competition, ett initiativ som stöds av det italienska ministeriet för kulturarv och aktiviteter, och som startade i Modena år 1988, gjorde Alagna sin professionella debut som Alfredo Germont i La Traviata med Glyndebourne Touring Company. Detta har sedan lett till många uppdrag i de mindre operahusen i Frankrike och Italien, främst rollen som  Alfredo, en roll som han så småningom skulle sjunga över 150 gånger.
Hans rykte växte och han blev snart inbjuden att sjunga på stora teatrar som La Scala första gången 1990, Covent Garden 1992 och Metropolitan Operan i New York som Rodolfo i Puccinis opera Boheme, 1996. Hans föreställningar av Romeo i Romeo och Julia av Charles Gounod på Covent Garden 1994 (med Leontina Vaduva) gav honom internationell stjärnstatus.
Alagna öppnade säsongen 2006/07 på La Scala den 7 december 2006 med en nyproduktion av Aida i regi av Franco Zeffirelli. Alagna fick där kritik för alltför stor känslighet efter att ha fått busvisslingar från publiken och därvid avbrutit sin medverkan. Föreställningen fullföljdes sedan av en jeansklädd Antonello Palombi som var reserv för rollen.
Under 2007 fick Roberto Alagna gör flera inhopp i föreställningar på Metropolitan Opera bland annat för Rolando Villazon i operan Romeo och Julia i fyra föreställningar med Anna Netrebko som motspelare. Alagna anlitades också av Metropolitan Opera i sista minuten för att täcka för Marco Berti den 16 oktober 2007 i Verdis Aida. Efter föreställningen gav publiken honom en stående ovation. Den 15 december sjöngs Roméo och Julia med Alagna och Netrebko. Föreställningen sändes av Met till 447 biografer över hela världen i HD-kvalité och sågs av cirka 97 000 personer.
Under de senaste åren har Alagna varit en förespråkare för att återuppföra försummade franska operor - Alfanos Cyrano de Bergerac, Massenets Le Jongleur de Notre-Dame, Lalos Fiesque och nya kompositioner - Vladimir Cosmas Marius et Fanny och hans bror David Alagnas Le dernier jour d'un condamné. Han har också spelat in lätt musik med ett hyllningsalbum för Luis Mariano, Sicilien, och Pasión.

## Privatliv
Alagna första fru, Florence Lancien, dog av en hjärntumör 1994; de hade en dotter, Ornella, som föddes 1992. År 1996 gifte han sig med den rumänska sopranen Angela Gheorghiu. Paret meddelade skilsmässa 2009, men hade återförenats 2011. Men i januari 2013 blev det formell skilsmässa. Alagna och den polska sopranen Aleks Kurzak har nu inlett en relation, och deras dotter, Malena, föddes den 29 januari 2014.
Alagna har samarbetat i flera projekt med sina bröder Frede Alagna och regissör och kompositör David Alagna. De tre bröderna spelade in ett album med lätt, vacker och ljus  musik, Serenades, och han har även arbetat tillsammans med den yngre brodern David på en opera baserad på Hugo En dödsdömds sista dag.
Alagna har ofta sjungit Alfanos Cyrano med sin släkting Nathalie Manfrino som Roxanne. Frankrikes regering har gett Alagna en utmärkelse och gjort honom till en Chevalier de la Légion d'honneur 2008.

## Diskografi
- Verdi Arias
- Berlioz